# Zabłocie (Ostróda)
Zabłocie (deutsch Katharinenhof) ist ein Ort in der polnischen Woiwodschaft Ermland-Masuren. Er gehört zur Gmina Ostróda (Landgemeinde Osterode in Ostpreußen) im Powiat Ostródzki (Kreis Osterode in Ostpreußen).

## Geographische Lage
Zabłocie liegt im Westen der Woiwodschaft Ermland-Masuren,         neun Kilometer südwestlich der Kreisstadt Ostróda (deutsch Osterode in Ostpreußen).

## Geschichte
Der kleine Ort Katharinenhof bestand in seinem Kern aus lediglich einem großen Hof und war bis 1945 ein Wohnplatz von Bergfriede (bis 1928 Königlich Bergfriede, polnisch Samborowo) im Kreis Osterode in Ostpreußen.
1945 wurde das gesamte südliche Ostpreußen in Kriegsfolge an Polen abgetreten. Katharinenhof erhielt die polnische Namensform „Zabłocie“ und ist heute als „część wsi Samborowo“ (= „Teil des Dorfes Sambarowo“) eine Ortschaft innerhalb der Landgemeinde Ostróda (Osterode i. Ostpr.) im Powiat Ostródzki (Kreis Osterode in Ostpreußen), bis 1998 der Woiwodschaft Olsztyn, seither der Woiwodschaft Ermland-Masuren zugehörig.

## Kirche
Bis 1945 war Katharinenhof in die evangelische Kirche Groß Schmückwalde (polnisch Smykowo) mit Gemeindehaus in der Filialgemeinde Bergfried innerhalb der Kirchenprovinz Ostpreußen der Kirche der Altpreußischen Union, außerdem in die römisch-katholische Kirche Osterode i. Ostpr. eingepfarrt.
Heute gehört Zabłocie evangelischerseits zur Kirchengemeinde in Ostróda in der Diözese Masuren der Evangelisch-Augsburgischen Kirche in Polen, sowie katholischerseits zur Pfarrei Samborowo im Dekanat Miłomłyn (Liebemühl) im Bistum Elbląg (Elbing).

## Verkehr
Zabłocie liegt an einer Nebenstraße, die von Samborowo (Königlich Bergfriede, 1928 bis 1945 Bergfriede) nach Czyżówka (Schießgarten) führt.
Die nächste Bahnstation ist Samborowo und liegt an der von Posen kommenden Bahnstrecke Toruń–Tschernjachowsk (deutsch Thorn–Insterburg).